# Švihov u Klatov

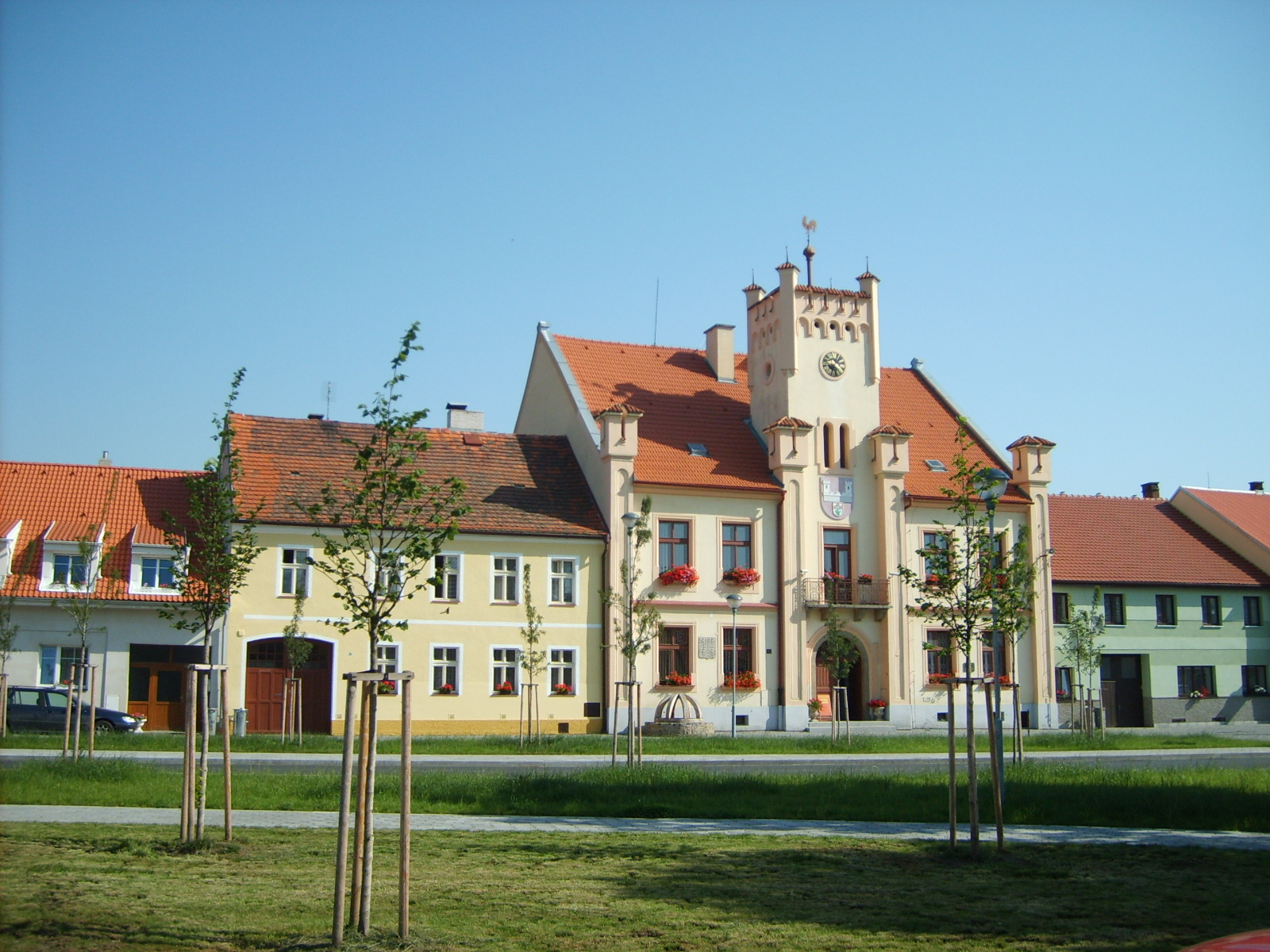
Rathaus

Švihov (deutsch Schwihau) ist eine Stadt im Plzeňský kraj, Tschechien. Sie befindet sich ca. 10 Kilometer nördlich von Klatovy im Tal der Úhlava.
Am südlichen Rand des Städtchens liegt eine der größten Wasserburgen Böhmens, Burg Švihov. Die Wasserburg wurde ab 1480 wahrscheinlich unter Mitwirken von Benedikt Ried großzügig umgebaut. Den Kern der Burg bilden zwei Wohnflügel. Im Osten befindet sich eine Kapelle, im Westen dominiert ein mächtiger Turm. Die Wassergräben sind noch zum Teil erhalten. Die Burg ist für Besucher geöffnet.

## Gemeindegliederung
Die Stadt Švihov wird in folgende Ortsteile gegliedert:
- Švihov, 1098 Einwohner
- Bezděkov (Besdiekau), 11 Einwohner
- Jíno (Jino), 33 Einwohner
- Kaliště (Kalischt), 36 Einwohner
- Kamýk (Kamenik), 13 Einwohner
- Kokšín (Kokschin), 92 Einwohner
- Lhovice (Elhowitz), 165 Einwohner
- Stropčice (Tirol), 66 Einwohner
- Těšnice (Teschnitz), 3 Einwohner
- Třebýcinka (Kleintrebischau), 70 Einwohner
- Vosí (Wossa), 10 Einwohner

## Sehenswürdigkeiten
- Burg Švihov
- Alter und Neuer jüdischer Friedhof

## Einzelnachweise

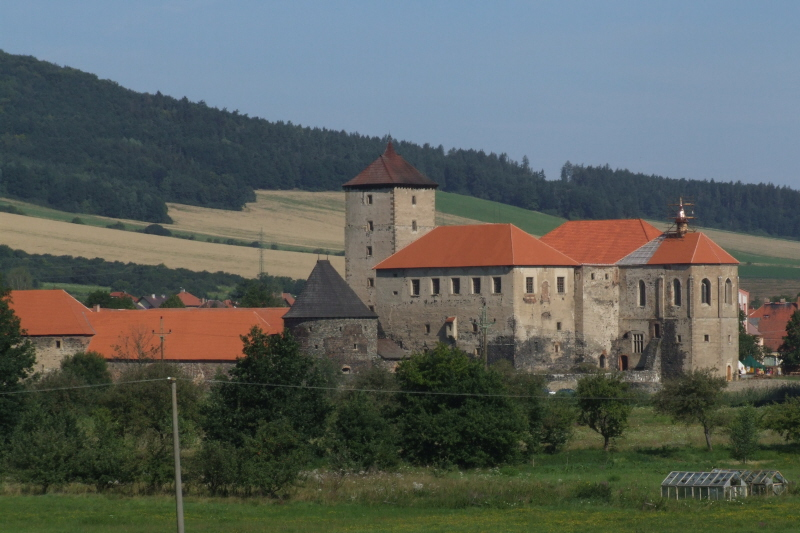
Burg Švihov

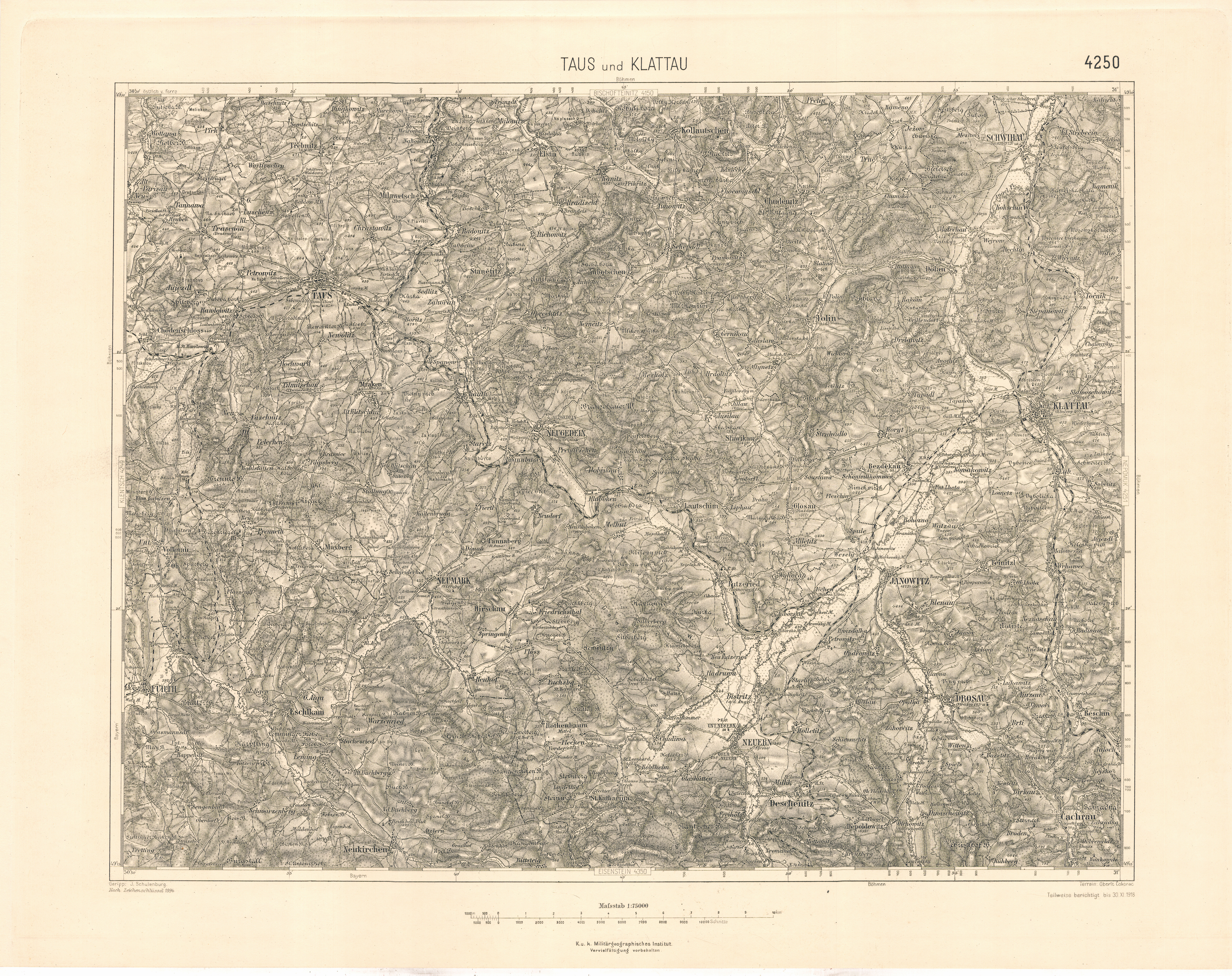
Schwihau/Švihov u Klatov, 1918